# کنستانتین شوگوتسکی
کنستانتین شوگوتسکی (روسی: Константин Васильевич Щегоцкий؛ ۱۳ آوریل ۱۹۱۱ – ۲۳ ژانویهٔ ۱۹۸۹) بازیکن فوتبال، و سرمربی (فوتبال) اهل اتحاد جماهیر شوروی سوسیالیستی بود.
از باشگاه‌هایی که در آن بازی کرده‌است می‌توان به باشگاه فوتبال تورپدو مسکو و باشگاه فوتبال چورنومورتس اودسا اشاره کرد.